# Elio Guerriero
Elio Guerriero (Capriglia Irpina, 1948) è un teologo e saggista italiano.
È direttore dell'edizione italiana della rivista teologica Communio ed è stato vicedirettore editoriale delle Edizioni San Paolo. Ha scritti vari libri anche per altri editori, tra cui Jaca Book, Edizioni Paoline, De Agostini e SEI. È autore, in particolare, di monografie e studi su Ignazio Silone, Gianna Beretta Molla e Hans Urs von Balthasar. Di quest'ultimo ha curato l'edizione italiana delle opere.
Nel suo commento a Balthasar (cofondatore della rivista Communio), Guerriero pone in risalto l'intuizione soteriologica che a suo giudizio caratterizza l'opera del teologo svizzero – come quella di Adrienne von Speyr – affermando che «se l'inferno è talmente reale da provocare dolore e sofferenza [...] è anche vero che, avendolo Cristo attraversato e sconfitto con la sua morte obbediente, possiamo fondatamente sperare che esso sia vuoto. È questa la parola forte di von Balthasar, l'annuncio che egli cercò di trasmettere con un'opera sinfonica ma anche profondamente unitaria».

## Opere (elenco parziale)
- Elio Guerriero, L'inquietudine e l'utopia. Il racconto umano e cristiano di Ignazio Silone, Milano, Jaca Book, 1979.
- Elio Guerriero, Gli occhi del lupo. Storie irpine, presentazione di Giuliano Gramigna, Milano, Jaca Book, 1983.
- Elio Guerriero, Silone l'inquieto. L'avventura umana e letteraria di Ignazio Silone, Cinisello Balsamo, Edizioni Paoline, 1990, ISBN 88-215-1910-4.
- Elio Guerriero, Hans Urs von Balthasar, Cinisello Balsamo, Edizioni Paoline, 1991, ISBN 88-215-2301-2.
- Elio Guerriero, Teodramma d'amore, in  Hans Urs von Balthasar, La mia opera ed epilogo, Jaca Book, Milano, 1994, ISBN 88-16-30258-5.
- Pietro Molla, Elio Guerriero, Gianna. La donna forte: la beata Gianna Beretta Molla nel ricordo del marito, Cinisello Balsamo, San Paolo, 1995, ISBN 88-215-2968-1.
- Elio Guerriero, Il sigillo di Pietro, Torino, Società Editrice Internazionale, 1996, ISBN 88-05-05598-0.
- Elio Guerriero, La Chiesa in Italia. Dall'unità ai nostri giorni, Cinisello Balsamo, San Paolo, 1996, ISBN 88-215-3187-2.
- Elio Guerriero, La vita di Gesù, illustrazioni di Aldo Ripamonti, Novara, Istituto Geografico De Agostini, 1997, ISBN 88-415-3911-9.
- Elio Guerriero, I personaggi della Bibbia, Novara, Istituto Geografico De Agostini, 1998, ISBN 88-415-4867-3.
- Elio Guerriero, Il dramma di Dio. Letteratura e teologia in Hans Urs von Balthasar, Milano, Jaca Book, 1999, ISBN 88-16-30346-8.
- Elio Guerriero, Le vie di Dio. Corso di religione cattolica per la scuola media, Milano, Minerva Italica, 2002. Vol. 1: ISBN 88-298-2331-7. Vol. 2: ISBN 88-298-2332-5. Vol. 3: ISBN 88-298-2333-3.
- Pietro Molla, Elio Guerriero, Santa Gianna Beretta Molla, Cinisello Balsamo, San Paolo, 2004, ISBN 88-215-5180-6.
- (EN) Pietro Molla, Elio Guerriero, Saint Gianna Molla: Wife, Mother, Doctor, San Francisco, Ignatius Press, 2004, ISBN 0-89870-887-7.
- Elio Guerriero, Il libro dei Santi. Come hanno vissuto, cosa hanno detto, come li ricordiamo, Cinisello Balsamo, San Paolo, 2012, ISBN 978-88-215-7673-7.